# 가잘리

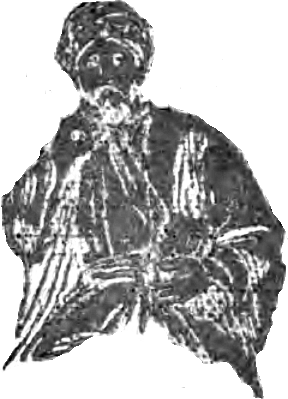

아부 하미드 무함마드 이븐 무함마드 알가잘리(페르시아어: ابو حامد محمد ابن محمد غزالی, 라틴어: Algazel 알가젤[*], 1058년~1111년)는 무함마드 이후의 가장 위대한 무슬림이라고 일컬어져 온 신학자로, 철학이나 수피즘에서도 중요한 인물이다.

## 생애
호라산의 투스(페르시아어: توس)에서 태어났다. 셀주크 조(朝)의 명재상인 니잠 알물크의 지우(知遇)를 얻어 바그다드의 니자미야 학원의 교수가 되었다. 재임 4년 동안 알 파라비와 이븐 시나의 철학서를 숙독하였으나 납득하지 못한 채 《철학자의 모순(矛盾)》을 저술하였다. 이 책에서 그는 일부 철학자들이 그리스 철학을 지나치게 이슬람에 이식하여 무슬림이면서도 쿠란과 모순을 일으키는 사상을 가졌다고 비판했다. 결국 종교상의 번뇌와 기타 다른 원인으로 명성에도 불구하고 영직(榮職)을 버리고(1095) 하나의 수피행자로서 메카와 여러 지방을 편력하였다. 뒤에 투스에 돌아와 한때는 니샤푸르의 학원에서 교수로 있었으나, 또다시 고향으로 은퇴하여 세상을 떠났다.

## 사상
《종교 제학의 소생(蘇生)》 《미혹으로부터의 해방》과 기타의 명저를 많이 후세에 남겼다. 정통파 신학과 수피즘의 조화가 그의 가장 큰 공적이라고 하나, 이븐 시나에서 정점에 이른 아리스토텔레스 철학과 신플라톤파 철학을 가장 잘 이해했고, 이를 비판함으로써 반대로 정통파 이슬람을 고수한 공적도 또한 그에게 돌려야 한다.
이슬람 종교사상 가장 중요한 위치를 차지하고 있다. 그때까지 분리되어 있던 신학·법학과 수피즘을 종합하여 후자의 인격적·신비주의적 체험과 직관지(直觀知)를 기초로 정통 신학을 재구성했다. 이것은 공인된 아시아리 신학과 이슬람 교도 대중간의 거리를 메우려는 시도였으며, 이때까지 수피즘과 대립하고 있던 신학·법학자 들이 받아들일 수 있도록 수피즘을 섞어서 형해화(形骸化)되어 있던 종교 체계에 새로운 생명을 불어 넣었다. 그가 죽은 16년 뒤에 최초의 정규 수피 교단(敎團)이 형성되고 뒤이어 다수의 수피 교단이 전 이슬람 세계에 걸쳐 이슬람 교도를 교단으로 조직하였다.
그의 종교적 편력은 지식인의 정신적 동요를 나타낸 것으로 처음에 그는 법학자·신학자로 성공을 거두었으나 학문의 형식 논리에 반항하여 스스로 자기의 내적 세계를 강조하여 이슬람의 여러 종교학, 특히 주지적(主知的)인 철학파를 차례로 편력한 뒤 최종적으로 내면적인 고뇌를 거친 다음 수피즘의 종교 체험에 도달하게 되었다.
그의 역할은 이슬람 종교사상에 하나의 전환점을 가져오게 되어, 첫째 이슬람의 학문을 스콜라 신학으로부터 탈피시켜 《꾸란》과 하디스를 살아 있는 것으로 부활시켜서 마치 기독교가 유럽에서 스콜라주의의 얽매임을 깨뜨린 것과 같은 상태로 만들었다. 둘째로는 외경(畏敬) 요소를 다시 도입하였다. 셋째로는 앞서 말한 바와 같이 수피즘의 지위를 이슬람교 내에 확립하였다. 넷째로는 철학을 일반 이슬람 교도에 접근시켰다.